# Diabolik (película de 2021)
Diabolik es una película italiana de 2021 dirigida por Manetti Bros.
Es una adaptación cinematográfica del cómic del mismo nombre, creado por Angela y Luciana Giussani, y centrada en el primer encuentro entre el famoso ladrón y su compañera y cómplice Eva Kant. Este encuentro se describe en el tercer libro de la serie original, L'arresto di Diabolik. Esta es la segunda adaptación cinematográfica del personaje, después de la película de 1968 del mismo nombre dirigida por Mario Bava.
El protagonista Diabolik es interpretado por Luca Marinelli, mientras que Miriam Leone y Valerio Mastandrea son respectivamente Eva Kant y el Inspector Ginko.

## Argumento
Clerville, 1960. La ciudad está aterrorizada por un ladrón tan despiadado como escurridizo. Nadie sabe su identidad y su rostro, solo se conoce su apodo Diabolik y lo único cierto es que cualquiera que tenga algo que ver con él muere. Sin que todos lo sepan, Diabolik vive bajo la identidad de Walter Dorian en una elegante villa en compañía de su novia Elisabeth Gay, totalmente inconsciente de su doble vida y quien a menudo lo cree ausente por "motivos comerciales" no especificados.
Un día llega a la ciudad la bella y rica Lady Eva Kant, trayendo consigo una preciada joya, el Diamante Rosa, en el que Diabolik pronto pone sus ojos. Mientras Lady Kant se hospeda en el mejor hotel de la ciudad, Diabolik decide intentar el golpe: mata y reemplaza al mesero que el director había puesto al servicio de la mujer y logra irrumpir en su suite, pero justo cuando abre la caja fuerte Lady Kant lo atrapa en el acto y, después de ponerle un cuchillo en el cuello, ella, nada aterrorizada, le informa que el diamante es falso. Vendió el original hace mucho tiempo, junto con muchas otras cosas, para pagar a las personas que la chantajeaban porque tenían información comprometedora sobre ella. Diabolik no le cree, pero Eva, en respuesta, lo desafía a que lo examine. Incrédulo e irritado Diabolik toma la joya advirtiéndole que si intentaba engañarlo volvería a matarla. Por otro lado, Eva le pide que le devuelva el diamante una vez que se descubra la falsificación, porque lo necesita para sus eventos sociales (no queriendo dar lugar a indiscreciones sobre su situación económica real). De vuelta en su guarida, Diabolik examina la joya y se da cuenta de que Eva le dijo la verdad: la piedra es falsa, aunque de una mano de obra excepcional.
Al día siguiente, Diabolik regresa a la suite de Lady Kant disfrazado de camarero y le devuelve la piedra, pero Eva intuye la verdadera identidad del hombre que tiene delante y le hace entender que le gustaría volver a encontrarse con él. Diabolik, incrédulo de que la mujer no esté aterrorizada en lo más mínimo por su presencia, se quita la máscara. Entre los dos es amor a primera vista y se besan apasionadamente. Eva demuestra ser una cómplice digna cuando el gerente del hotel irrumpe en la habitación: Diabolik se esconde en un armario y Eva logra tapar su escape, usando su astucia y conocimiento del código Morse.
Mientras tanto, Elisabeth, sospechosa durante unos días después de haber visto a un hombre salir de una trampilla debajo del jardín durante la noche, encuentra acceso a un refugio secreto y llama a la policía. El inspector Ginko logra tender una trampa y finalmente arrestar a Diabolik. Eva también está presente en la sala del juicio y el delincuente logra comunicarse con ella nuevamente a través del código Morse (él parpadea, ella le da un golpecito con el dedo en la mejilla) y le da instrucciones para organizar una fuga. Eva lleva a cabo el plan: utiliza su ascendencia sobre el viceministro Giorgio Caron (su pretendiente y chantajista que la obliga a comprometerse oficialmente con él) para obtener una entrevista a puerta cerrada con el criminal, la noche anterior a la ejecución prevista tras la pena de muerte sufrida por él. Durante la entrevista, Caron es drogado y reemplazado por Diabolik, quien toma el lugar del viceministro después de salir de prisión. Poco antes de la ejecución, Ginko intuye la verdad pero no logra detener a tiempo al verdugo y Giorgio Caron termina guillotinado.
Eva y Diabolik son libres y están listos para comenzar una vida juntos. Deciden ir a la ciudad portuaria de Gante, donde se encuentra el banco donde Giorgio Caron había depositado el producto de su chantaje. Diabolik organiza el ataque a la caja fuerte de Caron, pero no permite que Eva participe y le dice que aún no está lista. La mujer detecta diversas complicaciones en el golpe, previstas y afrontadas por Diabolik con gran frialdad, pero cuando todo parece haber ido por el buen camino, Ginko logra alcanzarlo una vez más. Sólo la intervención de Eva (que contrariamente a los indicios no se había quedado en casa a esperar) salvará al criminal de la detención.

Unos días después, los dos amantes están en un barco y Diabolik le ofrece a Eva el verdadero Diamante Rosa, que se encuentra en la caja de seguridad de Giorgio Caron (que se lo había comprado a quienes se lo habían comprado a Eva). Pero ella lo tira por la borda diciendo que le recuerda un pasado cerrado y desagradable, y que ahora su vida está con él.

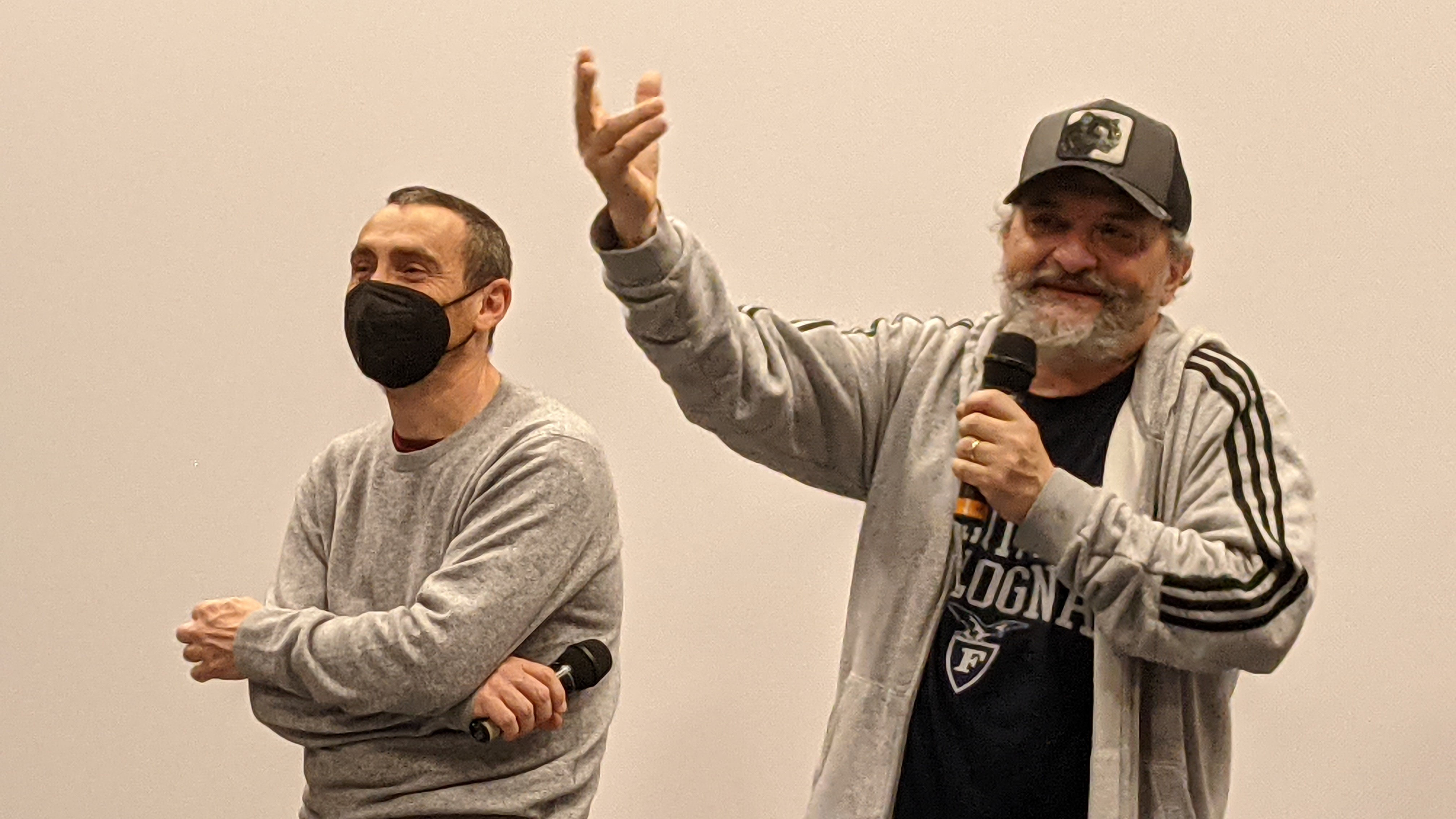
The Manetti Bros., directores, guionistas y productores de Diabolik, con motivo de la presentación de la película en el Cinema Galliera de Bolonia (2022).

## Producción
En la edición 2018 de las Jornadas Profesionales de Sorrento, se anuncia el rodaje de la película, producida por Mompracem y Rai Cinema en asociación con la editorial Astorina, titular de los derechos y editora de la serie de cómics Diabolik, y con el apoyo de las Film Commissions de Emilia-Romaña, Friul-Venecia Julia y Valle de Aosta.
La idea de traer de vuelta a Diabolik a la gran pantalla más de medio siglo después del único anterior surgió de los directores y guionistas de Manetti Bros., grandes aficionados a los cómics, y contó con el favor de Mario Gomboli, director de Astorina, quien quedó positivamente impresionado por trabajos anteriores de los Manetti como L'ispettore Coliandro y Ammore e malavita, y quien comentó sobre la génesis del proyecto: «lo que me hizo darme cuenta de que finalmente estaba tratando con las personas adecuadas fue su pasión, conocimiento del carácter y de sus peculiaridades. Dije "finalmente" no por casualidad, teniendo en cuenta varias experiencias infelices anteriores».

### Guion
En marzo de 2019, en Cartoomics en Rho, se confirmó la finalización del tema, escrito en los meses anteriores por Manetti Bros., por el guionista Michelangelo La Neve y por Mario Gomboli, comisario histórico de historietas, y la continuación de trabajar en el guion.

### Reparto
En junio de 2019 se anuncian los protagonistas: Luca Marinelli, Miriam Leone y Valerio Mastandrea, respectivamente como Diabolik, Eva Kant y el Inspector Ginko.
Al mes siguiente, en el escenario de Ciné en Riccione, los Manetti Bros. confirmaron la entrada en el proyecto de Serena Rossi así como la intención de conformar un elenco compuesto íntegramente por actores italianos; en este sentido, en septiembre del mismo año se asignaron papeles secundarios a Claudia Gerini, Alessandro Roja, Vanessa Scalera, Luca Di Giovanni, Antonino Iuorio y Stefano Pesce.

### Rodaje
El 30 de septiembre de 2019 comenzó el rodaje de la película; los directores habían subrayado su carácter italiano como una peculiaridad de Diabolik frente a otros cómics del país, y por tanto la posibilidad de rodar la película en entornos italianos.
Los tres primeros días de rodaje tienen lugar en Courmayeur, del 30 de septiembre al 2 de octubre de 2019; más tarde la producción se trasladó a Bolonia, donde se rodaron escenas exteriores de una persecución en vía Marconi y escenas interiores en el Grand Hotel Majestic; los planos de Bolonia se alternan con los de Milán. Trieste se utiliza para el escenario de la ciudad marítima de Gante: en particular, la estación marítima se utiliza para los exteriores del Banco Central de Gante. En diciembre el plató se traslada a Mezzano, en la provincia de Rávena.
El presupuesto de la película ronda los 10 millones de euros.

## Banda sonora
La banda sonora de la película está curada por Pivio y Aldo De Scalzi, colaboradores históricos de los hermanos Manetti, mientras que Manuel Agnelli interpreta dos temas originales: El fondo de los abismos y Pam pum pam.

## Promoción
El 24 de junio de 2020, se lanzó el primer póster de la película, mientras que el primer avance se lanzó el 16 de octubre de 2020. El avance extendido estuvo disponible el 21 de julio de 2021, mientras que el 14 de octubre siguiente, Manetti Bros. mostró los primeros cinco minutos de la película en el Rome Film Fest.

## Distribución
El estreno de la película en los cines italianos, inicialmente fijado para el 31 de diciembre de 2020, fue pospuesto debido a la pandemia de COVID-19 y pospuesto hasta el 16 de diciembre de 2021, luego de haber sido presentado en vista previa en diciembre 15 como acto de clausura de la trigésima primera edición de Noir in Festival.

## Recepción

### Recaudación
Diabolik debutó en los cines italianos con una recaudación de 802 369 euros en el primer fin de semana de programación, situándose en el tercer puesto, primero entre las producciones italianas. La recaudación total rondó los 2,6 millones de euros.

### Crítica
Sobre Diabolik, los críticos italianos se expresaron de manera contradictoria.
Gabriele Niola de Wired criticó la película criticando las opciones de actuación, el ritmo y la acción, sin embargo, elogió la habilidad de Valerio Mastandrea, quien logró poner en escena la determinación típica del personaje de Ginko, la credibilidad de Miriam Leone como Lady Kant, mientras definió a Luca. La actuación de Marinelli es exitosa pero fría.
Diferente, sin embargo, es la opinión de Giulio Zoppello, de Esquire, quien criticó al reparto, por su escaso parecido con los personajes de los cómics y por la actuación, el guion demasiado desequilibrado, los diálogos superfluos y la dirección de los Manetti Bros., definida como demasiado pesada y carente de energía.
Andrea Peduzzi, de IGN, le dio a la película una puntuación de 8,3, encontrando la elección de los dos directores para llevar a la pantalla grande la primera historia protagonizada por Eva Kant, apreciando la fidelidad a los cómics en cuanto a estética, corte y lenguaje. Sin embargo, el propio Peduzzi subrayó cómo los diálogos resultan alienantes por su carácter didáctico y su repetitividad.

## Nominaciones
- 2022 - El David de Donatello[31]
  - Mejor canción original a Manuel Agnelli por El fondo de los abismos [32]
  - Nominación a mejor guion no original para Manetti Bros., de Michelangelo La Neve
  - Nominación a Mejor Actriz para Miriam Leone
  - Nominación a mejor actor de reparto a Valerio Mastandrea
  - Nominación a mejor músico a Pivio y Aldo De Scalzi
  - Nominación a la mejor escenografía a Noemi Marchica y Maria Michela De Domenico
  - Nominación a mejor vestuario a Ginevra De Carolis
  - Nominación a mejor maquillaje a Francesca Lodoli
  - Nominación a mejor peinado a Luca Pompozzi
  - Nominación a mejores efectos visuales especiales a Simone Silvestri
  - Nominación al premio David Giovani
- 2022 - Cinta de plata[33]
  - Mejor canción original a Manuel Agnelli por El fondo de los abismos [34]
  - Nominación a Mejor Actriz para Miriam Leone
  - Nominación a mejor fotografía a Francesca Amitrano
  - Nominación a mejor escenografía a Noemí Marchica
  - Nominación a mejor vestuario a Ginevra De Carolis
  - Federico Maria Maneschi es nominado a mejor montaje
  - Nominación a mejor sonido en directo
  - Nominación a la mejor banda sonora a Pivio y Aldo De Scalzi

## Secuela
En abril de 2021, incluso antes de la distribución de la obra, 01 Distribution anunció la construcción de dos secuelas, cuyo rodaje comenzó en octubre del mismo año;  debido a una refundición, en estas películas el personaje de Diabolik es interpretado por Giacomo Gianniotti.
La primera secuela, titulada Diabolik - Ginko Attack!, se estrenó en cines el 17 de noviembre de 2022.

## Artículos relacionados
- Diabolik
- Diabolik (película de 1968)

- Datos: Q100422251